# Premis de l'Erovnuli Liga
Els premis Erovnuli Liga són una cerimònia anual de lliurament de premis que commemora els jugadors, entrenadors i àrbitres de futbol de la màxima lliga de futbol georgiana.
Establert després de la introducció de l'Erovnuli Liga el 2017, és un event que s'acostuma a celebrar al final de cada temporada a Tbilisi i ho organitza la Federació Georgiana de Futbol. A partir d'enquestes entre els membres de l'equip nacional, entrenadors de futbol, capitans d'equip, experts esportius i jugadors retirats, les persones més destacades són seleccionades en determinades nominacions. La votació en general cobreix no només la primera divisió georgiana, sinó també els futbolistes georgians que juguen a l'estranger, el futbol sala i les lligues femenines.
Els guanyadors que s'enumeren a continuació han estat guardonats per la seva contribució específica a la lliga nacional. El Jugador de l'Any de l'Erovnuli Liga no s'ha de confondre amb el Futbolista de l'Any de Georgia encara que tots dos s'anunciïn a la mateixa gala.

## Premis 2017
Data: 27 de desembre de 2017
Lloc: Sheraton Metechi Palace, Tbilisi 
| Premi                      | Guanyador                                |
| -------------------------- | ---------------------------------------- |
| Jugador de l'any           | Irakli Sikharulidze (Lokomotivi Tbilisi) |
| Porter de l'any            | Roin Kvaskhvadze (Torpedo Kutaisi)       |
| Defensa de l'any           | Lasha Totadze (Dinamo Tbilisi)           |
| Migcampista de l'any       | Giorgi Kharaishvili (Saburtalo Tbilisi)  |
| Davanter de l'any          | Irakli Sikharulidze (Lokomotivi Tbilisi) |
| Jugador estranger de l'any | Inters Gui (Samtredia)                   |
| Jugador sub-19 de l'any    | Luka Lakvekheliani (Saburtalo Tbilisi)   |
| Jugador sub-17 de l'any    | Khvicha Kvaratskhelia (Dinamo Tbilisi)   |
| Árbitre de l'any           | Jenery Khorava                           |

| Equip de la temporada | Equip de la temporada |
| --------------------- | --------------------- |
| Roin Kvaskhvadze      | Torpedo Kutaisi       |
| Giorgi Kimadze        | Torpedo Kutaisi       |
| Lasha Totadze         | Dinamo Tbilisi        |
| Giorgi Rekhviashvili  | Lokomotivi Tbilisi    |
| Giorgi Mchedlishvili  | Samtredia             |
| Giorgi Kharaishvili   | Saburtalo Tbilisi     |
| Giorgi Kukhianidze    | Torpedo Kutaisi       |
| Otar Kiteishvili      | Dinamo Tbilisi        |
| Grigol Dolidze        | Torpedo Kutaisi       |
| Tornike Kapanadze     | Torpedo Kutaisi       |
| Irakli Sikharulidze   | Lokomotivi Tbilisi    |

## Premis 2018
Data: 28 de desembre de 2018
Lloc: Tbilisi 
| Premi                      | Guanyador                                |
| -------------------------- | ---------------------------------------- |
| Jugador de l'any           | Giorgi Gabedava (Chikhura Sachkhere)     |
| Porter de l'any            | Roin Kvaskhvadze (Torpedo Kutaisi)       |
| Defensa de l'any           | Mamuka Kobakhidze (Torpedo Kutaisi)      |
| Migcampista de l'any       | Mate Tsintsadze (Torpedo Kutaisi)        |
| Davanter de l'any          | Giorgi Gabedava (Chikhura Sachkhere)     |
| Jugador estranger de l'any | Leandro Ribeiro (Dila Gori)              |
| Jugador sub-19 de l'any    | Zuriko Davitashvili (Lokomotivi Tbilisi) |
| Jugador sub-17 de l'any    | Nika Talakhadze (Dinamo Tbilisi)         |
| Àrbitre de l'any           | Giorgi Kruashvili                        |

| Equip de la temporada | Equip de la temporada |
| --------------------- | --------------------- |
| Roin Kvaskhvadze      | Torpedo Kutaisi       |
| Mamuka Kobakhidze     | Torpedo Kutaisi       |
| Oleksandr Azatskyi    | Torpedo Kutaisi       |
| Giorgi Rekhviashvili  | Saburtalo Tbilisi     |
| Leandro Ribeiro       | Dila Gori             |
| Mate Tsintsadze       | Torpedo Kutaisi       |
| Giorgi Diasamidze     | Saburtalo Tbilisi     |
| Vagner Gonçalves      | Saburtalo Tbilisi     |
| Giorgi Gabedava       | Chikhura Sachkhere    |
| Mykola Kovtalyuk      | Dila Gori             |
| Budu Zivzivadze       | Dinamo Tbilisi        |

## Premis 2019
Data: 27 de desembre de 2019
Lloc: Sheraton Metechi Palace, Tbilisi 
| Premi                      | Guanyador                              |
| -------------------------- | -------------------------------------- |
| Jugador de l'any           | Flamarion (Dinamo Batumi)              |
| Porter de l'any            | José Perales (Dinamo Tbilisi)          |
| Defensa de l'any           | Mamuka Kobakhidze (Dinamo Batumi)      |
| Migcampista de l'any       | Nika Ninua (Dinamo Tbilisi)            |
| Davanter de l'any          | Levan Kutalia (Dinamo Tbilisi)         |
| Jugador estranger de l'any | Flamarion (Dinamo Batumi)              |
| Jugador sub-19 de l'any    | Giorgi Guliashvili (Saburtalo Tbilisi) |
| Jugador sub-17 de l'any    | Luka Gagnidze (Dinamo Tbilisi)         |
| Àrbitre de l'any           | Irakli Kvirikashvili                   |

| Equip de la temporada | Equip de la temporada |
| --------------------- | --------------------- |
| José Perales          | Dinamo Tbilisi        |
| Mamuka Kobakhidze     | Dinamo Batumi         |
| Nikoloz Mali          | Saburtalo Tbilisi     |
| Guram Giorbelidze     | Dila Gori             |
| Victor Mongil         | Dinamo Tbilisi        |
| Nika Ninua            | Dinamo Tbilisi        |
| Sandro Altunashvili   | Saburtalo Tbilisi     |
| Levan Shengelia       | Dinamo Tbilisi        |
| Giorgi Kokhreidze     | Saburtalo Tbilisi     |
| Levan Kutalia         | Dinamo Tbilisi        |
| Flamarion             | Dinamo Batumi         |

## Premis 2020
Data: 29 de desembre de 2020
La cerimònia es va cancel·lar a causa de la COVID-19 
| Premi                      | Guanyador                                 |
| -------------------------- | ----------------------------------------- |
| Jugador de l'any           | Irakli Sikharulidze (Lokomotivi Tbilisi)  |
| Porter de l'any            | Giorgi Mamardashvili (Lokomotivi Tbilisi) |
| Defensa de l'any           | Mamuka Kobakhidze (Dinamo Batumi)         |
| Migcampista de l'any       | Beka Dartsmelia (Lokomotivi Tbilisi)      |
| Davanter de l'any          | Mykola Kovtalyuk (Dila Gori)              |
| Jugador estranger de l'any | Mykola Kovtalyuk (Dila Gori)              |
| Jugador sub-19 de l'any    |                                           |
| Jugador sub-17 de l'any    |                                           |
| Àrbitre de l'any           | Giorgi Kikacheishvili                     |

| Equip de la temporada | Equip de la temporada |
| --------------------- | --------------------- |
| Giorgi Mamardashvili  | Lokomotivi Tbilisi    |
| Mamuka Kobakhidze     | Dinamo Batumi         |
| Davit Kobouri         | Dinamo Tbilisi        |
| Grigol Chabradze      | Telavi                |
| Nika Sandokhadze      | Lokomotivi Tbilisi    |
| Nodar Kavtaradze      | Dinamo Tbilisi        |
| Sandro Altunashvili   | Saburtalo Tbilisi     |
| Beka Dartsmelia       | Lokomotivi Tbilisi    |
| Jaba Jigauri          | Dinamo Batumi         |
| Mykola Kovtalyuk      | Dila Gori             |
| Irakli Sikharulidze   | Lokomotivi Tbilisi    |

## Premis 2021
Data : 28 de desembre de 2021
No es va celebrar cap cerimònia a causa de la pandèmia de la COVID-19
| Premi                      | Guanyador                           |
| -------------------------- | ----------------------------------- |
| Jugador de l'any           | Zoran Marušić (Dinamo Tbilisi)      |
| Porter de l'any            | Lazare Kupatadze (Dinamo Batumi)    |
| Defensa de l'any           | Irakli Azarovi (Dinamo Batumi)      |
| Migcampista de l'any       | Sandro Altunashvili (Dinamo Batumi) |
| Davanter de l'any          | Zoran Marušić (Dinamo Tbilisi)      |
| Jugador estranger de l'any | Zoran Marušić (Dinamo Tbilisi)      |
| Jugador sub-19 de l'any    | Saba Khvadagiani (Dinamo Tbilisi)   |
| Jugador sub-17 de l'any    | Gabriel Sigua (Dinamo Tbilisi)      |
| Àrbitre de l'any           | Giorgi Kruashvili                   |

| Equip de la temporada | Equip de la temporada |
| --------------------- | --------------------- |
| Lazare Kupatadze      | Dinamo Batumi         |
| Mamuka Kobakhidze     | Dinamo Batumi         |
| Saba Khvadagiani      | Dinamo Tbilisi        |
| Grigol Chabradze      | Dinamo Batumi         |
| Irakli Azarovi        | Dinamo Batumi         |
| Irakli Bidzinashvili  | Dila Gori             |
| Nika Gagnidze         | Dila Gori             |
| Sandro Altunashvili   | Dinamo Batumi         |
| Jaba Jigauri          | Dinamo Batumi         |
| Zoran Marušić         | Dinamo Tbilisi        |
| Giorgi Pantsulaia     | Dinamo Batumi         |

## Premis 2022
Data: 26 de desembre de 2022
Lloc: Sheraton Metechi Palace, Tbilisi 
| Premi                      | Guanyador                           |
| -------------------------- | ----------------------------------- |
| Jugador de l'any           | Flamarion (Dinamo Batumi)           |
| Porter de l'any            | Luka Kutaladze (Dinamo Tbilisi)     |
| Defensa de l'any           | Jemal Tabidze (Dinamo Tbilisi)      |
| Migcampista de l'any       | Sandro Altunashvili (Dinamo Batumi) |
| Davanter de l'any          | Flamarion (Dinamo Batumi)           |
| Jugador estranger de l'any | Flamarion (Dinamo Batumi)           |
| Jugador sub-19 de l'any    | Luka Latsabidze (Dinamo Tbilisi)    |
| Jugador sub-17 de l'any    | Soso Kopaliani (Lokomotivi Tbilisi) |
| Àrbitre de l'any           | Aleksandre Aptsiauri                |

| Equip de la temporada | Equip de la temporada |
| --------------------- | --------------------- |
| Luka Kutaladze        | Dinamo Tbilisi        |
| Jemal Tabidze         | Dinamo Tbilisi        |
| Pedro Monteiro        | Torpedo Kutaisi       |
| Wanderson             | Dila Gori             |
| Irakli Azarovi        | Dinamo Batumi         |
| Anzor Mekvabishvili   | Dinamo Tbilisi        |
| Giorgi Gocholeishvili | Saburtalo Tbilisi     |
| Jefinho               | Samgurali Tsqaltubo   |
| Flamarion             | Dinamo Batumi         |
| Davit Skhirtladze     | Dinamo Tbilisi        |
| Khvicha Kvaratskhelia | Dinamo Batumi         |

## Premis 2023
Data: 4 de desembre  i 28 de desembre de 2023 
| Premi                   | Guanyador                                                           |
| ----------------------- | ------------------------------------------------------------------- |
| Jugador de l'any        | Flamarion (Dinamo Batumi)                                           |
| Porter de l'any         | Giorgi Loria (Dinamo Tbilisi)                                       |
| Defensa de l'any        | Mamuka Kobakhidze (Dinamo Batumi)                                   |
| Migcampista de l'any    | Giorgi Arabidze (Torpedo Kutaisi)                                   |
| Davanter de l'any       | Flamarion (Dinamo Batumi)                                           |
| Gol de l'any            | Tsotne Patsatsia (Dinamo Batumi, vs Telavi, 24 de novembre de 2023) |
| Jugador sub-17 de l'any | Rezi Danelia (Dinamo Tbilisi)                                       |
| Jugador sub-19 de l'any | Aleksandre Narimanidze (Saburtalo)                                  |
| Àrbitre de l'any        | Giorgi Kruashvili                                                   |

| Equip de la temporada  | Equip de la temporada |
| ---------------------- | --------------------- |
| Giorgi Loria           | Dinamo Tbilisi        |
| Vladimer Mamuchashvili | Dinamo Batumi         |
| Mamuka Kobakhidze      | Dinamo Batumi         |
| Aleksandre Kalandadze  | Dinamo Tbilisi        |
| Lasha Shergelashvili   | Torpedo Kutaisi       |
| Giorgi Arabidze        | Torpedo Kutaisi       |
| Giorgi Zaria           | Dinamo Batumi         |
| Merab Gigauri          | Torpedo Kutaisi       |
| Flamarion              | Dinamo Batumi         |
| Davit Skhirtladze      | Dinamo Tbilisi        |
| Paata Gudushauri       | Dinamo Batumi         |

## Premis 2024
Data: 10 de desembre de 2024  i 27 de desembre de 2024 
Lloc: Radisson Blu Iveria, Tbilisi
| Premi                   | Guanyador                                                      |
| ----------------------- | -------------------------------------------------------------- |
| Jugador de l'any        | Giorgi Kokhreidze (Iberia 1999)                                |
| Porter de l'any         | Davit Kereselidze (Dila)                                       |
| Defensa de l'any        | Giorgi Jgerenaia (Iberia 1999)                                 |
| Migcampista de l'any    | Otar Mamageishvili (Iberia 1999)                               |
| Davanter de l'any       | Bjørn Maars Johnsen (Torpedo)                                  |
| Gol de l'any            | Tornike Morchiladze (Telavi, vs Samtredia, 11 d'abril de 2024) |
| Jugador sub-17 de l'any | Saba Kharebashvili (Dinamo Tbilisi)                            |
| Jugador sub-19 de l'any | Saba Samushia (Dinamo Tbilisi)                                 |
| Àrbitre de l'any        | Giorgi Kruashvili                                              |

| Equip de la temporada | Equip de la temporada |
| --------------------- | --------------------- |
| Davit Kereselidze     | Dila                  |
| Nika Sandokhadze      | Torpedo               |
| Giorgi Jgerenaia      | Iberia 1999           |
| Lasha Shergelashvili  | Torpedo               |
| Tsotne Kapanadze      | Iberia 1999           |
| Bakar Kardava         | Iberia 1999           |
| Otar Mamageishvili    | Iberia 1999           |
| Giorgi Abuashvili     | Kolkheti 1913         |
| Giorgi Kokhreidze     | Iberia 1999           |
| Tayrell Wouter        | Dila                  |
| Bjørn Maars Johnsen   | Torpedo               |